# Lionel Crabb
Lionel Kenneth Phillip Crabb (ur. 28 stycznia 1909 w Streatham, zm. prawdopodobnie 19 kwietnia 1956) – brytyjski wojskowy, płetwonurek Royal Navy i współpracownik MI6, uczestnik II wojny światowej. Zaginął w niewyjaśnionych okolicznościach podczas tajnej misji oględzin części podwodnej radzieckiego krążownika „Ordżonikidze”, przebywającego z wizytą w Portsmouth.

## Życiorys
Lionel Crabb urodził się w londyńskiej dzielnicy Streatham, w ubogiej rodzinie. W młodości podejmował różne prace, był między innymi marynarzem floty handlowej. Po wybuchu II wojny światowej został żołnierzem Royal Artillery, w 1941 roku przeszedł do Royal Navy. W następnym roku przeniesiono go do Gibraltaru jako minera, zajmującego się rozbrajaniem ładunków wybuchowych zakładanych na cumujących tam jednostkach przez włoskich płetwonurków-dywersantów. Po ukończeniu szkolenia w swobodnym nurkowaniu, został członkiem grupy zajmującej się zwalczaniem samych płetwonurków. Za swoje zasługi został odznaczony Medalem Jerzego.
Po kapitulacji Włoch, już w stopniu komandora podporucznika (Lieutnant-Commander), został przeniesiony na teren Półwyspu Apenińskiego. Brał między innymi udział w rozminowywaniu portów w Livorno i Wenecji. Był odznaczony Orderem Imperium Brytyjskiego. Po zakończeniu wojny służył na terenie Palestyny, przeciwdziałając akcjom terrorystycznym Irgun Cewai Leumi. W 1947 roku został zdemobilizowany.
W cywilu pracował jako nurek, przy eksploracji zatopionego hiszpańskiego galeonu oraz pracach nad lokalizacją ośrodka badań atomowych w Aldermaston. Pod koniec lat 40. powrócił do Royal Navy, uczestniczył w poszukiwaniach zatopionych okrętów podwodnych „Truculent” i „Affray”, później był instruktorem w ośrodku szkoleniowym HMS „Vernon”. W marcu 1955 roku został ponownie przeniesiony w stan spoczynku, w stopniu komandora porucznika (Commander). Jednak już w październiku tegoż roku uczestniczył w tajnej operacji oględzin części podwodnej radzieckiego krążownika „Swierdłow” projektu 68bis, przeprowadzonej na zlecenie brytyjskiego wywiadu podczas jego kurtuazyjnej wizyty w Portsmouth.
18 kwietnia 1956 roku do tego samego portu przypłynął z wizytą kolejny radziecki krążownik, „Ordżonikidze”, na którego pokładzie znajdowali się Nikita Chruszczow i premier Nikołaj Bułganin, eskortowany przez dwa niszczyciele. MI6, we współpracy z CIA, po raz kolejny zdecydowały przeprowadzić tajną akcję wywiadowczą. Jej wykonawcą po raz kolejny miał być Lionel Crabb. 19 kwietnia wieczorem zanurkował w kierunku radzieckiego krążownika i nie powrócił. Dziesięć dni później Admiralicja poinformowała o jego zaginięciu, rzekomo w czasie prób nowego sprzętu do nurkowania w zatoce Stokes. W tym samym czasie strona radziecka złożyła notę protestacyjną, żądając wyjaśnień w związku ze stwierdzoną obecnością płetwonurka w pobliżu miejsca cumowania okrętów. Premier Anthony Eden złożył oficjalne przeprosiny za incydent, który jednak wraz z innymi zdarzeniami roku 1956 powstrzymał postępy ocieplenia w stosunkach Wschód-Zachód.
9 czerwca 1957 roku w morzu w pobliżu wysepki Pilsey w zatoce Chichester znaleziono pozbawione głowy i obu rąk ciało mężczyzny w kombinezonie płetwonurka Royal Navy. Zostało ono zidentyfikowane przez partnerkę Crabba, Pat Rose, oraz jego przyjaciela, również nurka marynarki, Sydneya Knowlesa, co wystarczyło do uznania przez koronera, że są to zwłoki zaginionego. W sprawie przyczyn jego śmierci pojawiło się wiele hipotez, w tym: dostanie się w zasięg pracujących śrub okrętowych, zastrzelenie przez radzieckiego snajpera, zabicie przez radzieckiego nurka patrolującego wodę w pobliżu okrętów przewożących ważne osobistości, pochwycenie przez służby specjalne, czy zabicie na zlecenie MI5 w związku z podejrzeniem, że zamierzał przejść na stronę wroga. Akta dotyczące sprawy mają zostać odtajnione dopiero po 2057 roku.